# Isole Ionie sotto il dominio veneziano
Le isole Ionie sono state un possedimento marittimo della Repubblica di Venezia a partire dalla metà del XIV fino al XVIII secolo. La conquista delle isole avvenne gradualmente. Le prime ad essere state conquistate furono Cerigo e l'isolotto di Cerigotto, nel 1363. Ventitré anni dopo, Corfù entrò volontariamente a far parte delle colonie di Venezia. Dopo circa un secolo, Venezia conquistò Zante nel 1485, Cefalonia nel 1500 e Itaca nel 1503. La conquista fu completata nel 1718 con la presa di Leucade. Inquadrate come Reggimento della Serenissima, furono l'unica parte della Grecia a non cadere in mano all'Impero ottomano; seguirono infatti i destini veneti fino alla Caduta della Repubblica di Venezia per mano di Napoleone Bonaparte nel 1797.
Le Isole Ionie sono situate nel Mar Ionio, al largo della costa occidentale della Grecia. Citera, la più meridionale, è appena al largo della punta meridionale del Peloponneso e Corfù, la più settentrionale, si trova all'ingresso del Mar Adriatico.
Tutti i domini marittimi di Venezia erano governati dal Provveditore Generale da Mar, che risiedeva proprio nelle Ionie, a Corfù. Inoltre, le autorità di ogni isola erano divise fra veneziani e locali.

## Relazioni fra Venezia e Bisanzio
Venezia fu fondata nel 421 dopo la distruzione delle comunità vicine da parte degli Unni, degli Ostrogoti e dei Longobardi. Nei mutevoli confini italiani dei secoli successivi, Venezia trasse vantaggio dal rimanere sotto il controllo dell'Impero romano d'Oriente, diventando l'avamposto più a nord-ovest del potere ora incentrato su Costantinopoli. Durante la riconquista dell'Italia da parte di Giustiniano I contro gli Ostrogoti, Venezia divenne una roccaforte sempre più importante per l'Esarcato di Ravenna: il centro politico dell'esarcato e i più alti funzionari militari dell'Impero si trovavano a Ravenna, mentre i funzionari militari subordinati, che erano i loro rappresentanti nelle lagune veneziane, erano chiamati "tribuni" e solo intorno al 697 d.C. le lagune furono rese un comando militare separato sotto un dux (doge). Nonostante l'elezione del primo Doge, gli onori e gli ordini ricevuti dall'imperatore bizantino implicarono che Venezia fosse considerata parte dell'Impero bizantino anche dopo la conquista di Ravenna da parte dei Longobardi. Nonostante la Pax Nicephori (803), che riconosceva Venezia come territorio bizantino, l'influenza dell'imperatore romano d'Oriente svanì lentamente. Nell'814 Venezia funzionò come una repubblica completamente indipendente. Nonostante ciò, Venezia divenne un foederatus dell'Impero e gli imperatori le concessero privilegi commerciali tramite trattati, come la crisobolla del 1082.
La quarta crociata (1202-1204) era inizialmente destinata a invadere le aree controllate dai musulmani; invece, i crociati attaccarono la capitale dell'Impero bizantino, Costantinopoli, provocando la dissoluzione temporanea dell'impero e il saccheggio della sua capitale. Poiché Venezia era uno dei partecipanti alla crociata, i suoi rapporti con l'Impero bizantino furono tesi durante questo periodo. Inoltre, definendosi "Signore di un quarto e un ottavo dell'intero Impero di Romania" dopo la Crociata, i Dogi di Venezia contribuirono al deterioramento delle relazioni tra i due stati. Gli sforzi per migliorare le relazioni, ad esempio attraverso il Trattato Nicea-Venezia del 1219, si rivelarono infruttuosi. Un periodo di relazioni amichevoli seguì solo i Vespri siciliani del 1282, quando Venezia, prevedendo la caduta di Carlo I d'Angiò, re di Sicilia, iniziò a stringere relazioni più strette con Bisanzio. Venezia era stata vincolata da un'alleanza con Carlo contro Bisanzio nel 1281.

## Denominazione
Le isole furono designate, sia individualmente sia collettivamente, con vari nomi. Dopo che Venezia conquistò Cefalonia il 24 dicembre 1500, l'amministrazione della difesa di tutte le isole fu delegata a un funzionario con sede a Corfù. Questo funzionario veniva indicato come Provveditore Generale delle Tre Isole e risiedeva presso la fortezza di Angelokastro dal 1387 fino alla fine del XVI secolo. Le Tre Isole si riferivano a Corfù, Zante e Cefalonia. L'equivalente veneziano per "Isole Ionie" era Ixołe Jonie, mentre in greco moderno si chiamavano Ιόνια Νησιά e in greco purificato Ἰόνιοι Νῆσοι.
Di seguito le sette isole principali da nord a sud, con i loro nomi in greco e in italiano tra parentesi:
- Corfù (Kerkyra; Corfù);
- Paxos (Paxi; Passo);
- Leucade (Leucas; Santa Maura o Lèucade);
- Cefalonia (Kefal(l)onia o Kefal(l)inia; Cefalonia);
- Itaca (Ithaki o Thiaki; Itaca, Val di Compare o Piccola Cefalonia);
- Zante (Zakynthos; Zante o Zacinto);
- Citera (Kythira; Cerigo);

Citera e Leucade erano inoltre chiamate Çuha Adası (o Çuka Adası) e Ayamavra rispettivamente dagli Ottomani.

## Storia

### Periodo romano e bizantino
Durante l'Impero Romano, le Isole Ionie erano in diversa misura parte delle province di Acaia ed Epiro. Queste avrebbero formato, con l'eccezione di Citera, il thema bizantino di Cefalonia alla fine dell'VIII secolo. Dalla fine dell'XI secolo, le Isole Ionie divennero un campo di battaglia nelle guerre bizantino-normanne. L'isola di Corfù fu tenuta dai Normanni nel 1081-1085 e nel 1147-1149, mentre i Veneziani la assediarono senza successo nel 1122-1123. Anche l'isola di Cefalonia fu assediata senza successo nel 1085, ma fu saccheggiata nel 1099 dai Pisani e nel 1126 dai Veneziani. Infine, Corfù e il resto del thema, ad eccezione di Lefkada, furono catturati dai Normanni sotto Guglielmo II di Sicilia nel 1185. Sebbene Corfù fosse stata recuperata dai Bizantini nel 1191, le altre isole da allora in poi rimasero perse per Bisanzio e formarono una contea palatina di Cefalonia e Zante sotto l'ammiraglio greco di Guglielmo, Margarito di Brindisi.

### La Francocrazia
A seguito della Quarta Crociata e della firma del Partitio terrarum imperii Romaniae, Corfù passò sotto il dominio veneziano. Tuttavia, nel 1207, il doge Pietro Ziani cedette l'isola come feudo a dieci nobili veneziani, a condizione che essi dimostrassero fedeltà e devozione e pagassero le tasse. Corfù passò poi nelle mani del Despotato d'Epiro intorno al 1214, e nel 1257 venne conquistata da Manfredi di Sicilia, che vi insediò il suo ammiraglio Philippe Chinard per amministrare i suoi possedimenti orientali. Tuttavia, con la sconfitta di Manfredi a Benevento e la firma del Trattato di Viterbo il 27 maggio 1267, Corfù divenne un possedimento del Regno angioino di Napoli. Nel frattempo, le altre isole continuarono a far parte del Contado palatino, che nel corso della sua esistenza fu governato da tre famiglie: gli Orsini (la cui relazione con la famiglia romana degli Orsini non è attestata), la Casa d'Angiò e la famiglia Tocco. Il dominio dei Tocco durò 122 anni, fino al 1479, quando gli Ottomani catturarono Cefalonia, Zante, Leucade e Itaca.

Stemma della Casa d'Angiò-Durazzo
Stemma della famiglia Tocco, ultimi signori della Contea

### La conquista veneziana
Il 13 febbraio 1386, Corfù divenne nuovamente un possedimento veneziano, e questa volta il dominio della Serenissima durò fino alla fine della Repubblica. Questo passaggio avvenne volontariamente da parte del popolo di Corfù. Il 10 maggio, i Corfioti nominarono cinque ambasciatori per sottomettersi al Senato veneziano. Gli Ottomani tentarono più volte di catturare Corfù, il primo assalto avvenne nel 1537. Questo attacco portò Venezia ad allearsi con il Papa e l'Imperatore Carlo V, formando la Lega Santa contro l'Impero Ottomano. Un altro importante attacco ottomano, anch'esso fallito, avvenne nel luglio del 1716.

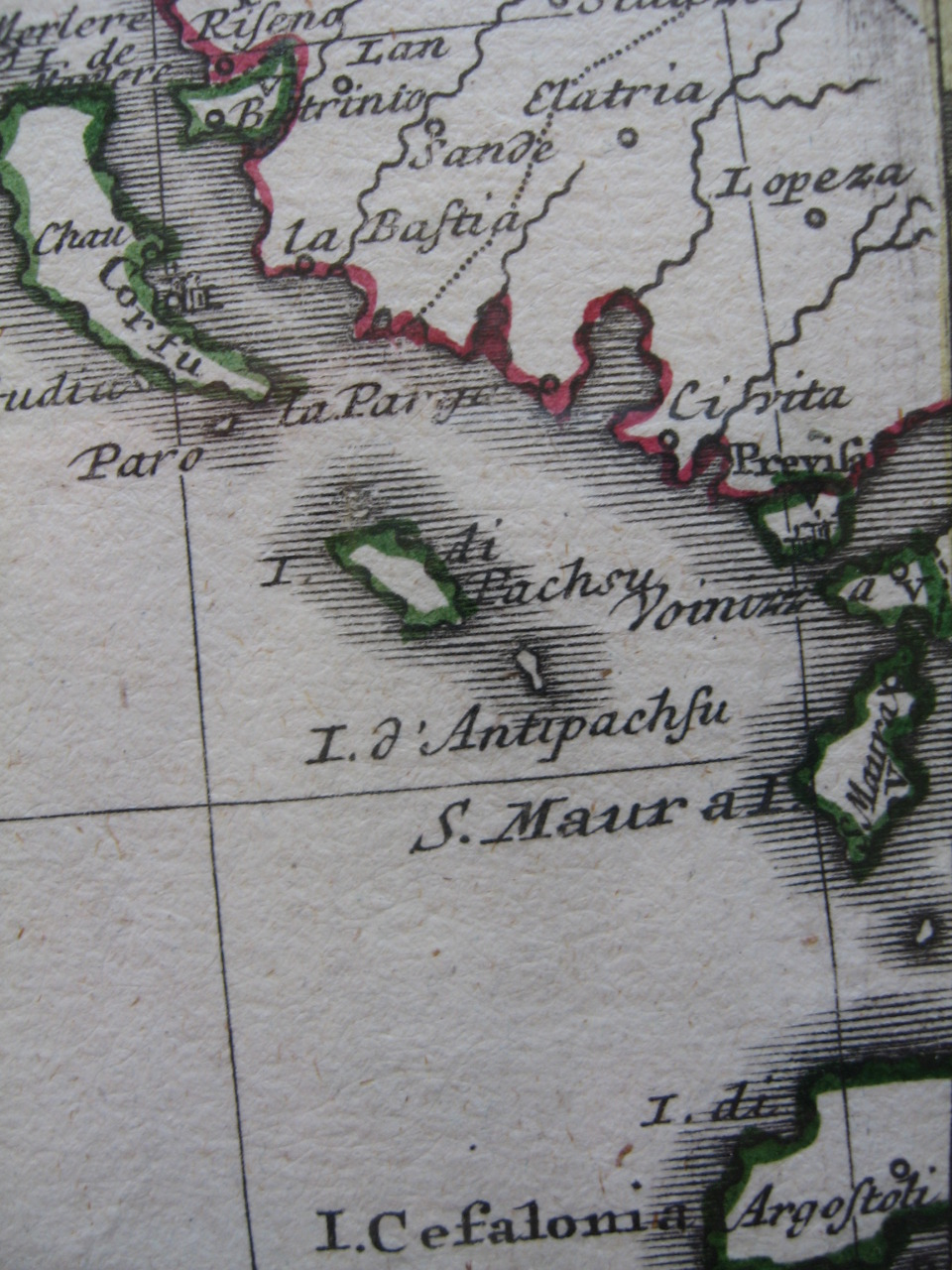
Possedimenti veneti nel Mar Ionio

Dopo la spartizione dell'Impero Bizantino nel 1204, Citera passò nelle mani dei Veneziani nel 1238 attraverso il matrimonio di Marco Venier con la figlia del signore greco dell'isola. Citera e Anticitera entrarono a far parte dello Stato da Màr per la prima volta nel 1363, seguite da un'interruzione di tre anni di dominio turco, tra il 1715 e il 1718. Con la Pace di Passarowitz, Citera e Anticitera passarono definitivamente sotto il controllo della Repubblica di Venezia, rimanendo sotto il suo dominio fino alla sua caduta nel 1797.
Il dominio turco sulle tre isole di Cefalonia, Zante e Itaca fu di breve durata. Nel 1481, due anni dopo l'inizio del dominio turco, Antonio Tocco invase brevemente Cefalonia e Zante, ma fu presto scacciato dai Veneziani. Zante fu ufficialmente recuperata dai Veneziani nel 1485. Cefalonia, dopo sedici anni di occupazione turca (1484-1500), divenne parte dello Stato da Màr il 24 dicembre 1500, con l'assedio del Castello di San Giorgio. Infine, Itaca, seguendo il destino di Cefalonia, fu conquistata da Venezia nel 1503.
Durante il periodo del dominio turco, Itaca si era spopolata e ritornata in stato selvaggio. Nel 1504, i Veneziani ordinarono ufficialmente la ripopolazione dell'isola, offrendo incentivi fiscali per attrarre coloni dalle isole vicine. Le autorità veneziane scoprirono che l'isola stava già cominciando a ripopolarsi grazie ai membri della famiglia Galati, che rivendicavano l'isola come loro proprietà, avendo ottenuto diritti su di essa sotto il regime dei Tocco.
Leucade, parte del Despotato d'Epiro sin dalla sua fondazione nel 1205, fu incorporata da Leonardo I Tocco nel Contado di Cefalonia nel 1362. Il Despotato d'Epiro era uno dei tre imperi bizantini in esilio creati dopo la Quarta Crociata nel 1204. Seguendo il destino delle altre isole ioniche centrali, fu catturata dai Turchi nel 1479 e successivamente dai Veneziani nel 1502. Tuttavia, il dominio veneziano non durò a lungo, poiché Leucade fu restituita all'Impero Ottomano un anno dopo. Il dominio turco su Leucade durò oltre 200 anni, dal 1479 al 1684, quando Francesco Morosini attaccò e sottomise l'isola durante la Guerra di Morea. Tuttavia, Leucade divenne ufficialmente veneziana solo nel 1718, con la firma della Pace di Passarowitz.

### Dissoluzione della Repubblica e conseguenze

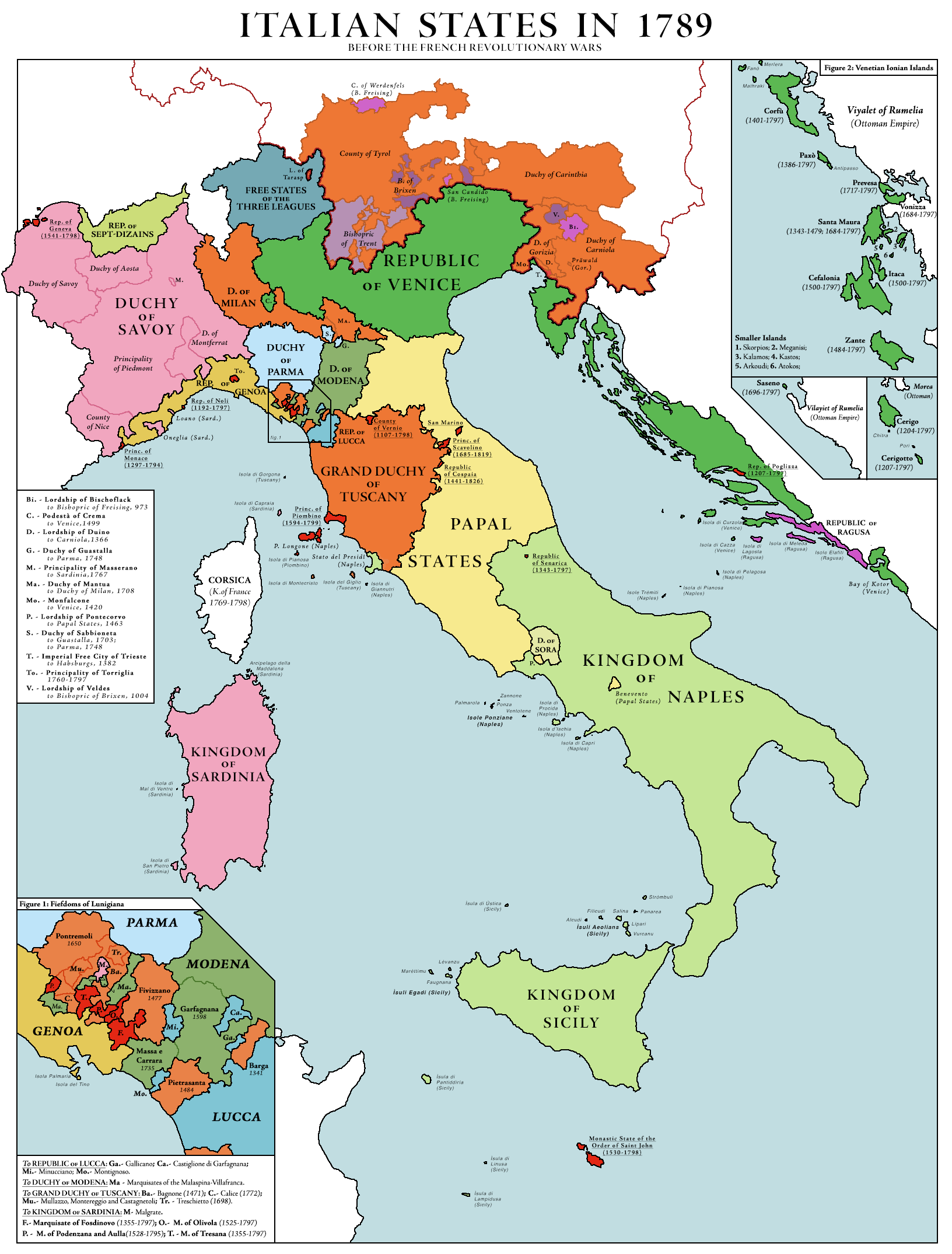
Gli Stati italiani prima delle guerre rivoluzionarie francesi; in evidenza la durata del governo veneziano per ciascuna delle isole Ionie

Napoleone Bonaparte dichiarò guerra a Venezia il 3 maggio 1797. La firma del Trattato di Campoformio, il 17 ottobre 1797, sancì la dissoluzione della Repubblica di Venezia e la spartizione dei suoi territori tra Francia e Austria. Le terre della Terraferma fino al fiume Adige, la città stessa e i possedimenti nella penisola balcanica, ossia l'Istria e la Dalmazia, furono ceduti all'Austria. Le Isole Ionie, parte dei territori marittimi veneziani, furono assegnate alla Francia. Napoleone organizzò le isole in tre dipartimenti: Corcyre, Ithaque e Mer-Égée. Il primo comprendeva le isole di Corfù e Paxos, così come gli ex insediamenti veneziani di Butrinto e Parga, situati in Epiro. Il secondo dipartimento era formato dalle isole di Cefalonia, Itaca e Leucade, e dalle città di Prevesa e Vonitsa, mentre Zante e Cerigo facevano parte del terzo dipartimento. Tuttavia, il dominio francese non durò a lungo, poiché nel settembre 1798 la Russia si alleò con l'Impero Ottomano e nel 1799 una spedizione navale russo-ottomana catturò le isole. Con la firma di un trattato tra la Russia il 21 marzo 1800, venne istituita una repubblica insulare indipendente sotto la protezione di entrambi gli imperi. Il nome del nuovo stato fu concordato come "Repubblica delle Sette Isole Unite", che comprendeva tutti i territori dei tre precedenti dipartimenti francesi, eccetto i possedimenti continentali di Parga, Prevesa, Vonitsa e Butrinto. Con il Trattato di Tilsit del 1807, le sette isole furono restituite alla Francia dalla Russia. Nell'ottobre del 1809, il Regno Unito prese possesso di tutte le isole, ad eccezione di Corfù e Paxos, che furono cedute solo nel 1814. Nel 1815, le Isole Ionie divennero un protettorato britannico sotto il nome di Stati Uniti delle Isole Ionie.

## Amministrazione
Il governatore civile e militare delle Isole Ionie era il Provveditore generale da Mar, che risiedeva a Corfù e deteneva il comando supremo della marina veneziana in tempo di pace. In tempo di guerra, a causa della sua assenza al comando della flotta, era talvolta sostituito da un Provveditore generale delle Tre Isole, riferendosi a Corfù, Zante e Cefalonia. A seguito delle due lunghe guerre del XVII secolo — la Guerra di Candia (1645–1669) e la Guerra di Morea (1684–1699) — l'ufficio acquisì una natura più permanente e fu rinominato Provveditore generale delle Quattro Isole dopo la conquista di Santa Maura nel 1684.
Le autorità nelle isole erano divise in due tipi: le autorità veneziane, occupate da Veneziani e rappresentanti lo Stato sovrano e il suo potere politico e militare sulle isole, e le autorità locali, nominate dal Consiglio della comunità. I Veneziani erano nominati dal Maggior Consiglio di Venezia. Vi erano tre ufficiali che costituivano il reggimento di ciascuna isola. Il capo del reggimento portava il titolo di provveditore in tutte le isole, eccetto a Corfù, dove era chiamato bailo. Questo titolo poteva essere detenuto solo da un nobile. Gli ufficiali veneziani subordinati erano i consiglieri, due su ciascuna isola, che esercitavano funzioni amministrative e giudiziarie insieme al provveditore dell'isola. Le responsabilità del provveditore includevano la sicurezza contro incursioni nemiche, la tassazione, questioni religiose e altre questioni di governo.
A Corfù, gli ufficiali veneziani comprendevano un bailo, un provveditore, un capitano, due consiglieri, un capitano della cittadella e un castellano della fortezza. A Cefalonia e Zante vi erano solo un provveditore e due consiglieri. Quando Santa Maura fu incorporata, fu nominato un Provveditore, mentre gli archivi registrano occasionalmente la nomina di un Provveditore straordinario. Nel 1595, un altro provveditore fu nominato alla Fortezza di Asso. A Citera, il reggimento includeva sia un provveditore che un castellano. Imitando la metropoli, le autorità locali comprendevano un Consiglio Maggiore e un Consiglio Minore, composti da membri dell'aristocrazia locale.
Vi erano dieci fortezze distribuite tra le isole, con una per ciascuna isola che fungeva da capitale. A Corfù, tuttavia, vi erano tre fortezze: due nella città di Corfù e l'Angelokastro. A Cefalonia vi erano due fortezze, il castello di San Giorgio o Fortezza di Cefalonia (Città di Cefalonia) e la Fortezza di Asso (Fortezza d'Asso) nella parte settentrionale.

## Economia

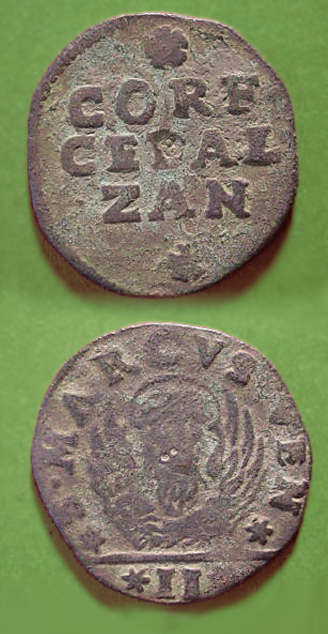
Moneta veneziana (gazzetta) per le Isole Ionie, dal valore di due soldi (epoca del dogato di Giovanni Corner II, 1709-1722)

L'economia ionica durante il periodo veneziano si basava in gran parte sull'esportazione di prodotti locali. Il più importante dei prodotti agricoli di Corfù era l'olio d'oliva. Sulle isole di Cefalonia e Zante le principali esportazioni erano uvetta, olio d'oliva e vino. Una delle esportazioni più significative era l'olio d'oliva. Durante il periodo veneziano, uliveti furono piantati in tutte le isole poiché l'olio d'oliva era importante per l'economia di Venezia. Sebbene la sua produzione avesse successo, la Repubblica ne consentiva l'esportazione solo a Venezia. Le statistiche per gli anni 1766-70 indicano 1.905.917 ulivi a Corfù, 113.161 a Zante, 38.516 a Cefalonia, 44.146 a Lefkada e 31.884 a Citera.
Tuttavia, le esportazioni di uva passa erano l'esportazione più importante delle isole durante il dominio veneziano. All'inizio del XVIII secolo Zante, Cefalonia e parte di Itaca erano diventati un importante centro del commercio di ribes. A causa della forte concorrenza nel commercio di uva passa tra Venezia e il Regno Unito, Venezia proibì la libera esportazione di uva passa dalle isole. Un'altra misura fu la nuova imposta, una pesante tassa di esportazione per le navi straniere.
La valuta delle isole durante il dominio veneziano era la lira veneziana, come a Venezia. C'era un'emissione speciale per le isole; il lato dritto di essa ha l'iscrizione completa o abbreviata CORFU/CEFALONIA/ZANTE su tre righe. La riserva raffigura il leone alato e aureolato di San Marco in una vista frontale, che tiene il libro del Vangelo nelle zampe anteriori. Le isole Ionie facevano parte della rotta commerciale marittima veneziana verso l'Oriente.

## Demografia
Quando le isole Ionie centrali furono conquistate da Venezia, la loro popolazione era molto scarsa e Itaca era completamente disabitata. Per affrontare questo problema, si avviò una piccola colonizzazione delle isole. Italiani cattolici dai Domini di Terraferma (in seguito chiamati italiani corfioti) e greci ortodossi dallo Stato da Mar furono trasferiti nelle isole come parte di questa colonizzazione. Questo fenomeno è ben attestato per Cefalonia, dove, dopo la conquista del 1500, l'isola fu colonizzata non solo da rifugiati civili e militari (stradioti) provenienti dalle fortezze veneziane perdute di Modone e Corone, ma ricevette anche un afflusso di famiglie provenienti dall'isola di Creta, governata dai veneziani. La popolazione aumentò gradualmente: nel 1765–66 raggiunse le 111.439 persone; nel 1780, la popolazione era di 150.908 abitanti. Quattordici anni dopo, vi erano 155.770 abitanti in tutte le isole.
Ecco alcune cifre riguardanti la popolazione di ciascuna isola durante il periodo veneziano:
| Isola          | 1470 | 1500   | 1528   | 1532   | 1568 | 1583   | 1675   | 1684  | 1760   | 1766   |
| -------------- | ---- | ------ | ------ | ------ | ---- | ------ | ------ | ----- | ------ | ------ |
| Corfu          |      |        |        | 14,246 |      | 19,221 | 20,000 |       |        | 44,333 |
| Isola di Passo |      |        |        |        |      |        |        |       | 4,150  |        |
| Lefkada        |      |        |        |        |      |        |        | 9,000 | 12,000 | 11,760 |
| Itaca          |      |        |        |        | 300  |        |        |       | 2,500  |        |
| Cefalonia      |      | 14,000 |        |        |      | 25,543 |        |       |        | 21,659 |
| Zante          |      |        | 17,255 |        |      | 14,054 | 25,000 |       |        | 25,325 |
| Cythera        | 500  |        |        |        |      |        |        |       | 6,000  | 6,183  |

### Lingua ed educazione
Durante il periodo veneziano tutti gli atti pubblici erano redatti in lingua veneta, la lingua ufficiale del governo. Il greco rimaneva parlato dai contadini mentre il veneziano fu adottato dalla classe superiore ed era generalmente preferito all'interno delle città (come nella città di Corfù, dove quasi tutta la popolazione parlava il veneto di Mar). Così, la lingua veneta divenne, se non la lingua comune degli Ioni, almeno la lingua prestigiosa. I veneziani fecero poco nel campo dell'istruzione, principalmente a causa del fatto che la scuola non era considerata una responsabilità dello stato a quel tempo in Europa ma una questione privata. Alcuni autori ritengono che ciò sia stato fatto intenzionalmente da Venezia, come parte della sua politica coloniale. Le persone appartenenti alle classi superiori avevano maggiori probabilità di essere istruite e di aver studiato in un'università italiana, di solito l'Università di Padova. Ispirandosi alle accademie che operavano a quel tempo a Venezia, la prima accademia letteraria, l'Accademia degli Assicurati, fu fondata a Corfù nel 1656 da alcuni privati. Aveva come emblema due rocce sotto un leone alato, con l'iscrizione His Semper che aleggiava nell'aria.

### Religione
I veneziani, essendo cattolici, mantennero i privilegi di cui godeva il vescovado latino delle isole sotto le dinastie del conte palatino. I cattolici non erano numerosi e, durante il periodo veneziano, erano principalmente concentrati a Corfù e Cefalonia. La maggior parte di loro erano discendenti di coloni italiani, ma ci furono anche alcune conversioni di greci al cattolicesimo. Secondo la legge, i sacerdoti e i monaci ortodossi greci dovevano riconoscere i cattolici come loro superiori, anche se i veneziani posero gli interessi della Repubblica davanti a quelli del Papato. I matrimoni misti tra cattolici e ortodossi erano permessi. Questi due fattori furono le principali cause del declino del cattolicesimo romano nelle isole.

### Struttura sociale
La struttura sociale delle isole seguiva quella di Venezia. L'intera popolazione era divisa in tre classi: i nobili, la borghesia (citadini) ed il volgo (popolari).

## Eredità

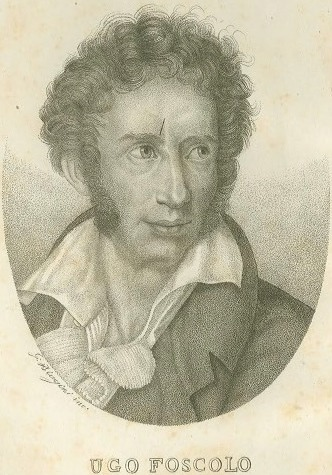
Ugo Foscolo, nato a Zacinto

In tutto il territorio greco un tempo di proprietà veneziana, in particolare nelle Isole Ionie, il ricordo della Repubblica vive nella coscienza sociale della popolazione locale con un sentimento di nostalgia nonostante la sua storia travagliata La durata stessa del periodo veneziano ha plasmato la moderna cultura eptanesiana in un amalgama della sua eredità greca e italiana in tutti gli aspetti della vita quotidiana. Nel 1800 fu istituita la Repubblica Settinsulare; il disegno della sua bandiera era basato sulla bandiera della Repubblica di Venezia.  Inoltre, l'italiano era la lingua co-ufficiale sia della Repubblica Settinsulare che degli Stati Uniti delle Isole Ionie. A causa del suo status, l'italiano era anche insegnato nelle scuole insieme al greco e all'inglese (le Isole Ionie erano un protettorato del Regno Unito dal 1815 al 1864). Nel primo anno di istruzione secondaria, ad esempio, il greco veniva insegnato quattro volte a settimana, l'italiano tre volte e l'inglese due volte. Nel censimento greco del 1907, 4.675 persone delle Isole Ionie dichiararono il cattolicesimo come loro denominazione, circa l'1,8% della popolazione totale (254.494). Allo stesso tempo, 2.541 Ioni (1,0%) indicarono l'italiano come lingua madre, rendendolo la seconda lingua più frequente per numero di parlanti.[122] La lingua italiana rimane popolare sulle isole. L'Unione ellenica degli Eptanesiani, un'organizzazione civile senza scopo di lucro che lavora per promuovere la cultura delle Isole Settentrionali, si oppose alla decisione del Ministero di abolire l'insegnamento dell'italiano nelle scuole, sostenendo che gli studenti avevano il "diritto di imparare la lingua che desiderano, e in particolare l'italiano" come "la lingua preferita nelle Isole Ionie e oltre". Difendono il suo posto nel curriculum regionale come "una tradizione" e lo ritengono "necessario (...) a causa della portata del turismo italiano e di altri legami, ad esempio culturali e commerciali, con il paese".
A Corfù, come nelle zone limitrofe della regione greca e albanese dell'Epiro, non è difficile imbattersi tuttora nei segni che la Serenissima ha lasciato in quasi 500 anni di dominio. Notevole è stata l'influenza di Venezia nell'architettura, nel linguaggio, negli usi e nei costumi della regione che ancora oggi sopravvivono.
Durante il governo di Venezia nacque sull'isola di Zante il poeta italiano Ugo Foscolo.